# Západní severní státy

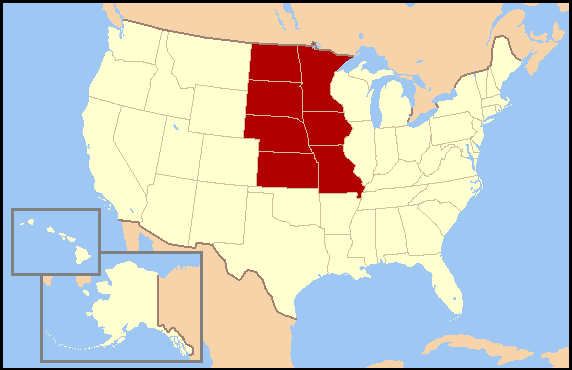
Západní severní státy na mapě USA

Západní severní státy (West North Central States) je jedna z devíti oblastí USA, které definuje United States Census Bureau (Americký úřad pro sčítání lidu). Je to část regionu Midwest a zahrnuje státy Iowa, Kansas, Minnesota, Missouri, Nebraska, Severní Dakota a Jižní Dakota.
Od 90. let 20. století mají západní severní státy nejnižší nezaměstnanost ve Spojených státech (zejména v mnoha univerzitních městech) a také jsou známé díky cenově dostupnému bydlení.